# Grover's Mill
Grover's Mill' es una comunidad no incorporada ubicada en West Windsor Township, en el condado de Mercer, Nueva Jersey, Estados Unidos. La comunidad se hizo mundialmente famosa en la transmisión de 1938 de Orson Welles de La guerra de los mundos, donde fue representada como el epicentro de una invasión marciana, el 30 de octubre de ese año, generando una gran conmoción e histeria colectiva en Estados Unidos.
Ha habido numerosas referencias en la ficción, que incluyen The Adventures of Buckaroo Banzai Across the 8th Dimension, la serie de libros de Wild Cards y una ciudad llamada «Miller's Grove» en el episodio de The X-Files «War of the Coprophages». En el número 11 de The Shadow Strikes (1989) de DC Comics, The Shadow se une a un locutor de radio llamado Grover Mills, un personaje basado en el joven Orson Welles, que se ha hecho pasar por The Shadow en la radio. Welles jugó The Shadow en la radio antes de la transmisión de La Guerra de los mundos. Un episodio de la serie de televisión La guerra de los mundos se lleva a cabo en Grover's Mill en el 50 aniversario del drama radial de Welles, y se expande en los lazos de la ciudad con la transmisión infame. Un episodio del programa Ben 10: Alien Force también tiene lugar en una granja llamada Grover's Mill. El videojuego Spider-Man: Shattered Dimensions tiene a Grover's Mill como el lugar donde el villano Hammerhead encuentra un fragmento de la Tableta de Orden y Caos. Grover's Mill es también una película rodada en 2006 en Vancouver, British Columbia, Canadá.

## Enlace
- Esta obra contiene una traducción  derivada de «Grover's Mill, New Jersey» de Wikipedia en inglés, publicada por sus editores bajo la Licencia de documentación libre de GNU y la Licencia Creative Commons Atribución-CompartirIgual 4.0 Internacional.

- Datos: Q3477514
- Multimedia: Grovers Mill, New Jersey / Q3477514